# Commer (Mayenne)
Commer is een gemeente in het Franse departement Mayenne (regio Pays de la Loire). De plaats maakt deel uit van het arrondissement Mayenne. Commer telde op 1 januari 2022 1.289 inwoners.

## Geografie
De oppervlakte van Commer bedroeg op 1 januari 2022 22,88 vierkante kilometer; de bevolkingsdichtheid was toen 56,3 inwoners per km².

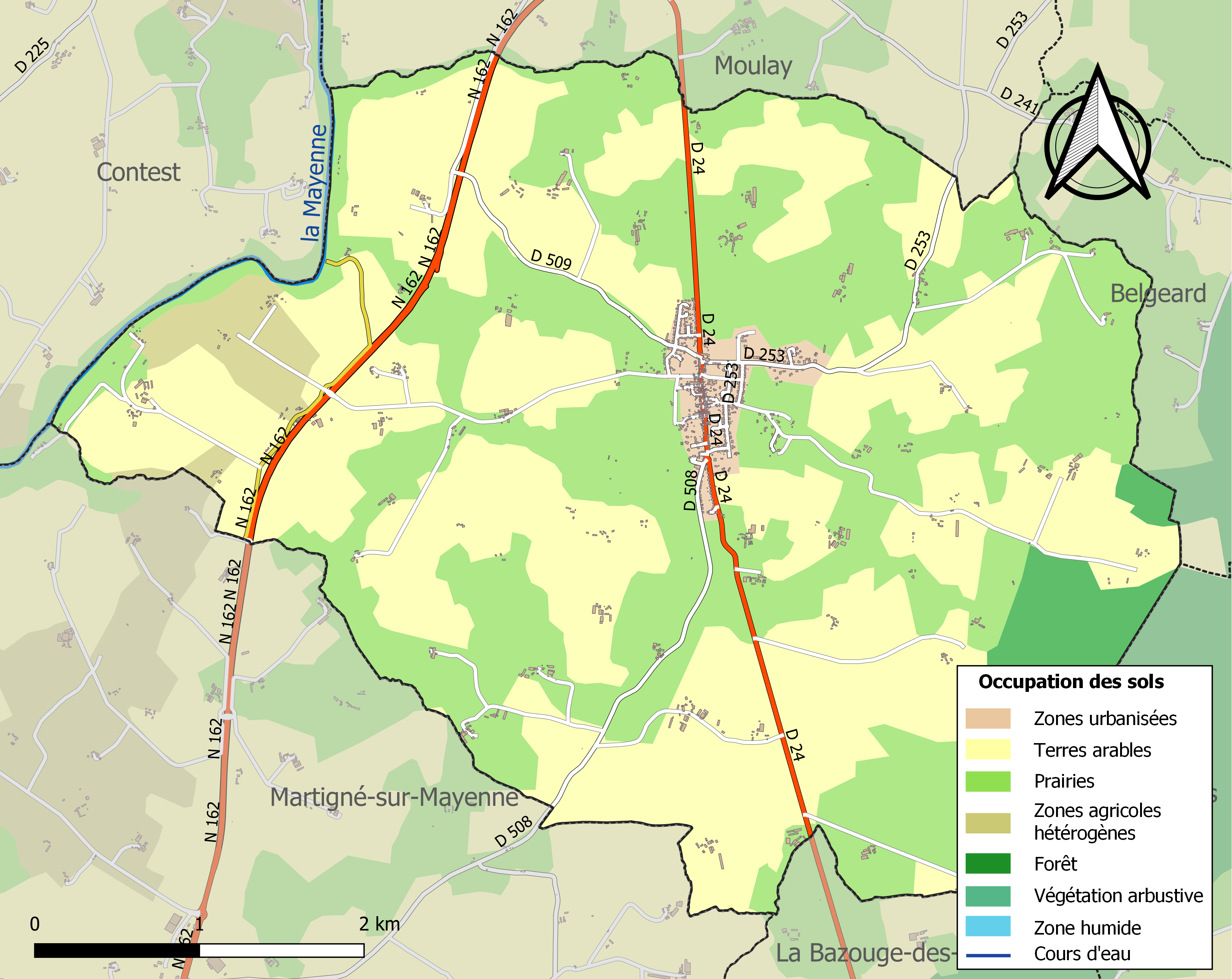
Kaart van de gemeente met de belangrijkste infrastructuur, bodemgebruik en omliggende gemeenten

## Demografie
Onderstaande figuur toont het verloop van het inwonertal (bron: INSEE-tellingen).